# General Dynamics
General Dynamics Corporation er en amerikansk virksomhed, der producerer en lang række forskellige våben. Produkterne omfatter håndvåben, pansrede mandskabsvogne, flådefartøjer og kampfly m.m.
Koncernen har ændret sig væsentligt efter den kolde krigs ophør og består nu af fire hovedafdelinger: Marine Systems, Combat Systems, Information Systems and Technology og Aerospace.
General Dynamics blev grundlagt i 1952, da ubådsfabrikanten Electric Boat Company og Canadair fusionerede. Kort efter fusionen købte selskabet i 1953 flyproducenten Convair.
I 2005 var firmaet den sjettestørste våbenfabrikant i verden.

## Eksterne links
- Wikimedia Commons har flere filer relateret til General Dynamics

| Firma | Spire Denne artikel om et firma eller en virksomhed i USA er en spire som bør udbygges. Du er velkommen til at hjælpe Wikipedia ved at udvide den. |